# El Solitario (Paraguay)
El Solitario es una localidad paraguaya del departamento de Boquerón, ubicada en el kilómetro 650 de la ruta PY12, a unos 704 km de Asunción.
En la actualidad la localidad cuenta con una población de unos 350 habitantes aproximadamente, aunque la mayoría de ellos se encuentran esparcidos por la extensa área rural de la zona.
Forma parte y depende administrativamente del municipio de Boquerón (Ex Neuland), ubicado a unos 204 kilómetros de distancia.

## Geografía
El Solitario se ubica en el desvío del kilómetro 650 de la ruta PY12, cercano a unos 3 km al oeste del canal artificial paraguayo por donde pasan las aguas del Río Pilcomayo. Al noroeste limita con La Dorada (Embocadura), al norte con La Pava, al noreste con la Base Aérea Teniente 1º Pelayo Salvador Pratts Gill, al este con el Fortín Capitán Joel Estigarribia, al sureste y sur con la Comunidad Indígena Mistolar, al suroeste y oeste con la Provincia de Formosa, Argentina, respectivamente.
| Noroeste: La Dorada (Embocadura) | Norte: La Pava                   | Nordeste: Base Aérea Teniente 1º Pelayo Salvador Pratts Gill |
| Oeste: Provincia de Formosa      |                                  | Este: Fortín Capitán Joel Estigarribia                       |
| Suroeste: Provincia de Formosa   | Sur: Comunidad Indígena Mistolar | Sureste: Comunidad Indígena Mistolar                         |

## Clima
Según la clasificación de Köppen El Solitario tiene un clima semiárido cálido, uno de los más extremos y hostiles del territorio paraguayo, conocido por sus temperaturas altas, que llegan hasta los 46 °C a la sombra en verano y bajan hasta los −7 °C en invierno. El verano suele ser húmedo con algunas lluvias, mientras que el invierno es seco.

## Infraestructura
La infraestructura de la zona actualmente es pobre y deficiente, ya que muchos aun no cuentan con electricidad y agua corriente, pero se espera que con las inversiones del gobierno paraguayo en mejoramiento de caminos e infraestructuras la zona empiece a crecer en los próximos años.
La localidad cuenta con una pequeña escuela, un puesto de salud y algunos negocios como: despensas, bodegas, restaurantes, etc.